# Château de Montreuil-le-Henri
Le château de Montreuil-le-Henri est un édifice situé sur le territoire de la commune de Montreuil-le-Henri, dans la région historique du Maine, en France.

## Localisation
Le monument est situé dans le département français de la Sarthe, dans le bourg de Montreuil-le-Henri, immédiatement au sud-ouest de l'église Sainte-Anne.

## Architecture
L'édifice est inscrit au titre des monuments historiques depuis le 3 juin 1986.